# Khanat ouzbek
1428–1471
Entités précédentes :
- Horde d'or

Le Khanat ouzbek, ou Khanat d'Ouzbekistan, également connu sous le nom de Khanat d'Abu-l-Khayr, était un État chaybanide ouzbek précédant le Khanat de Boukhara. Pendant les quelques années de son existence, le Khanat d'Ouzbékistan était l'État prééminent d'Asie centrale, régnant sur la majeure partie de l'Ouzbékistan actuel, une grande partie du Kazakhstan et du Turkménistan, ainsi que sur certaines parties du sud de la Russie. Il s'agit du premier État des Aboulkhaïrides, une branche des chaybanides.

## Étymologie
La dynastie d'Abu-l-Khayr et de ses descendants porte son nom, et les États qu'ils dirigent sont connus sous le nom d'Abulkhairides, comme dans le Khanat de Boukhara. Ils peuvent également être appelés Shaybanides, bien qu'il s'agisse davantage d'un terme générique car une dynastie rivale appelée les Arabshahids de Khwarezm étaient également des Shaybanides, mais pas des Abulkhairides.

## Histoire

### Avant Abu-l-Khayr Khan
À commencer par Chayban, frère de Batu Khan qui était le dirigeant de la Horde d'or, les Chaybanides et leurs descendants détenaient des terres et régnaient sur de nombreuses tribus accordées à Chayban par Batu. Ces terres comprenaient les domaines de la Horde d'or à l'est de l'Oural et les terres au nord du fleuve Syr-Daria.
Le contrôle central de la Horde d'or s'est rapidement érodé à l'est et des États séparatistes comme la Horde Nogaï et le Khanat de Sibir sont apparus dans la région.

### Abu-l-Khayr Khan

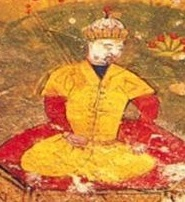
Abu-l-Khayr Khan

Au moment de la naissance d'Abu-l-Khayr en 1412, l'ulus de Chayban était fracturée. À cette époque, la partie orientale de la Horde d'or (Horde blanche) échappait au contrôle total des khans et prétendants de la Horde d'or, en particulier après l'assassinat de Barak Khan en 1427. Abu-l-Khayr fut fait prisonnier après une bataille en 1427 et fut libéré en 1428. Après le décès du Khan des Özbeg et prétendant au trône de la Horde d'or, Barak Khan, Ulug Beg, le chef de l'Empire timouride, orchestra secrètement le transfert du titre de khan à Abu-l-Khayr. Il commença son règne en consolidant les tribus de Sibérie autour de sa capitale à Chimgi-Tura (aujourd'hui Tioumen). Il a pu déposer le Khanat de Sibir, Hajji Muhammad Horde d'or, un ancien khan de la Horde d'or de 1419 à 1423, et a pris la totalité de la région sous contrôle chaybanide.
En 1430 ou 1431, Abu-l-Khayr et son armée marchèrent vers le sud, dans le Khwarezm tenu par les Timurides, et occupèrent Ourguentch. Entre 1430 et 1446, le Khanat ouzbek prit des terres en Transoxiane aux Timurides.
Abu-l-Khayr envahit la Horde d'or peu de temps après et vainquit Mustafa Khan près d'Astrakhan. Les Ouzbeks perdirent environ 4 500 hommes au cours de cette campagne.
Avant la mort de Chahrokh en 1448, Sighnaq et d'autres villes du Touran, comme Uzkend et Sozak, furent envahies et capturées par les Ouzbeks. Sighnaq devint l'une des principales villes d'Asie centrale à cette époque.
En 1451, Abu-l-Khayr s'allia avec le Timouride Abou Saïd contre son rival 'Abdullah et les deux marchèrent sur Samarkand. L'alliance Ouzbek-Abu Sa'id fut couronnée de succès et en retour Abu Sa'id paya tribut aux Ouzbeks.

## Mort d'Abu-l-Khayr Khan et de ses successeurs
Vers 1468-1470, Abu-l-Khayr Khan meurt au combat contre les Kazakhs avec plusieurs de ses fils. Le cheikh Haidar, également connu sous le nom de Baruj Oghlan (certaines sources les attribuent à la même personne ou à des personnes différentes), l'aîné des fils d'Abu'l-Khayr, lui succède. Le règne du cheikh Haidar est de courte durée et prend fin après des conflits avec un khan rival, Ibak.
Muhammad Shaybani, le petit-fils d'Abu-l-Khayr, succède à son père, le cheikh Haidar. Chayban et son frère, Mahmud Sultan, ont été accueillis par le khan d'Astrakhan, Qasim.
Après que Chayban ait été aidé par les Khans moghols pour récupérer des terres en Transoxiane, il devint un vassal moghol de 1488 jusqu'à environ 1500. Après cette date, Chayban mena ses propres conquêtes qui consistaient en grande partie en des villes dans les États successeurs timourides fracturés (tels que Samarcande et Boukhara). Les principaux rivaux de Chayban étaient le Timouride Babur et le persan Chah Ismail.
En 1500, Chayban concéda officiellement toutes les terres détenues par les Kazakhs à Coumanie au Khanat kazakh. Peu de temps après, en 1506, Chayban captura Boukhara et le Khanat ouzbek devint le Khanat de Boukhara.
Mohammad Chaybani fut tué lors de la bataille de Marv par les Safavides dirigés par Chah Ismail en 1510, et son crâne fut transformé en un gobelet à boire orné de pierres précieuses.

## Dirigeants

### Khans des domaines Chaybanides
Ce sont les khans qui régnaient sur les domaines des Ouzbeks avant les Abulkhairides,.
- Chayban
- Bahadur Oghul
- Jochi Buqa
- Mauvais Oghul
- Mengu Timur Oghlan
- Fulad Oghul
- Ibrahim Sultan
- Dawlat Chaykh Oghlan

### Abulkhairidés
- Abu-l-Khayr Khan, fils de Dawlat Chaykh Oghlan
- Cheikh Haidar, fils d'Abu-l-Khayr, est mort au combat en 1471 contre Ibak Khan
- Mohammad Chaybani, petit-fils d'Abu-l-Khayr Khan